# مسلط
مسلط یک فیلم ترسناک محصول سال ۲۰۰۷ ترکیه به کارگردانی آلپر مستچی است. این فیلم در استانبول و برلین فیلمبرداری شده است.

## خلاصه فیلم
زوج جوانی به با یکدیگر ازدواج می‌کنند و جن وارد زندگی آنان می‌شود. و...